# Петар Пан 2: Повратак у Недођију
Петар Пан 2: Повратак у Недођију (енгл. Return to Never Land) је амерички анимирани фантастично-авантуристичко драмски филм  из 2002. године чији је продуцент Walt Disney Television Animation, издавач Walt Disney Pictures и дистрибутер Buena Vista Pictures. Представља наставак филма Петар Пан и заснован је на Џејмс Метју Баријевој новели Петар и Венди. Филм је добио помешане до негативних коментара критичара и зарадио је 115 милиона долара широм света.
Филм прати Венди ћерку која одбија да верује у мајлину причу током Блица у Лондону, док је пирати нису погрешно одвели у Недођију. Како би се вратила кући, упознаје Петра Пана, Звончицу и изгубљене дечаке који је охрабрују да лети и верује.
У Србији је филм приказан 31. децембра 2006. године на каналу РТС 1, синхронизован на српски језик. Синхронизацију је радио студио Лаудворкс, а продукцију Луксор ко.

## Улоге
| Лик          | Оригинални глас | Српски глас             |
| ------------ | --------------- | ----------------------- |
| Џејн         | Харијет Овен    | Марија Дакић            |
| Петар Пан    | Блејн Вејвер    | Ненад Стојменовић       |
| капетан Кука | Кори Бертон     | Стефан Капичић          |
| господин Сми | Џеф Бенет       | Иван Босиљчић           |
| Венди        | Кет Суси        | Мариана Аранђеловић     |
| Дени         | Ендру Макдона   | Јелена Ђорђевић Поповић |
| Едвард       | Роџер Рис       | Предраг Ђорђевић        |
| Ждера        | Спенсер Бреслин | Паулина Манов           |
| Отмени       | Бредли Пирс     | Марија Дакић            |
| Вижљави      | Квин Бресвик    | Јелена Ђорђевић Поповић |
| Близанци     | Ерон Спан       | Јелена Ђорђевић Поповић |
| Гегави       | не прича        | не прича                |
| Стари официр | Клајв Ревил     | Бранко Јеринић          |
| приповедач   | Клајв Ревил     | Дарко Томовић           |